# Turobin
Turobin é um município no leste da Polônia. Pertence à voivodia de Lublin, no condado de Biłgoraj. É a sede da comuna urbano-rural de Turobin. Situa-se na parte ocidental da mesorregião de Padół Zamojski, no rio Pór. É a sede da paróquia de São Domingos, em Turobin, e um centro de serviços para a zona rural dos arredores.
Estende-se por uma área de 1,6 km², com 873 habitantes, segundo o censo de 31 de dezembro de 2021, com uma densidade populacional de 544,6 hab./km².
Historicamente, Turobin fica na antiga terra de Chełm. Uma cidade nobre privada fundada em 1420, ela estava localizada no século XVI na voivodia da Rutênia. Foi privada de seus direitos municipais em 13 de janeiro de 1870 e incorporada à comuna de Turobin, no condado de Krasnystaw. Entre 1867 e 1954, foi a sede da comuna rural de Turobin, de 1954 a 1972 da gromada de Turobin e, a partir de 1973, da comuna reativada de Turobin. De 1975 a 1998, pertenceu administrativamente à voivodia de Zamojskie; desde 1999, ao condado de Biłgoraj na voivodia de Lublin. Em 1 de janeiro de 2024, recuperou a classificação de cidade.

## Toponímia
Os registros do nome, primeiro da cidade e depois da vila, a partir do século XIV, dão a ele sua forma atual (Turobin em 1399).
O nome deriva do nome pessoal Turoba, que, por sua vez, deriva da palavra tur.

## História
A aldeia foi mencionada pela primeira vez em 1389 no ato de concessão de algumas aldeias do domínio de Turobin ao tesoureiro Dymitr de Goraj pelo rei Ladislau II Jagelão. Já em 1405, a propriedade passou para as mãos da família Szamotulski de Grande Polônia.  Em 1420, devido aos esforços do herdeiro Dobrogost Świdwa de Szamotuły, o castelão de Poznań e starosta geral da Grande Polônia, Turobin recebeu os direitos de cidade de Ladislau II Jagelão.  Por volta de 1510 (segundo outras fontes, somente em 1563) os condes da Grande Polônia - a família Górka - tornaram-se proprietários da cidade e da propriedade. O proprietário da cidade era Andrzej Górka (falecido em 1551). De seus herdeiros: Czarnkowski e Paweł Trojanowski, em 1596 o domínio de Turobin (1 cidade e 12 vilarejos) e o domínio de Goraj foram comprados por 130 mil zlótis pelo chanceler Jan Zamoyski. Turobin era uma cidade da Ordynat Zamoyska.  Alguns anos depois, o novo proprietário incorporou suas aquisições à recém-criada Ordynat Zamoyski, na qual permaneceram até o século XIX.
Em 1565, os Górkos organizaram a Cidade Nova entre a Cidade Velha e o castelo, construindo o Podzamcze, anteriormente vazio.
Entre 1581 e 1596, uma congregação da Irmandade polonesa e uma escola funcionaram nesse local. Em 1630, a Irmandade polonesa foi finalmente expulsa.
Em 1648, a cidade foi destruída pelos cossacos e, em 1656, pelos suecos. Além das datas mencionadas acima, ocorreram incêndios, guerras e epidemias no século XVII:
- Incêndios na cidade ocorreram em 1668, 1689, 1698 e 1699.
- As guerras causaram destruição em 1612, 1648, 1653, 1657, 1672 e 1690.
- Epidemias (pestes bubônicas) eclodiram em 1626, 1653, 1656 e 1658.

Em 1859, houve um grande incêndio que destruiu a maioria dos edifícios de madeira. Outros danos foram causados pela Primeira Guerra Mundial.
Em 13 de janeiro de 1870, Turobin foi privada de seus direitos municipais.
Em 1914 e 1915, durante a guerra, todo o assentamento de Turobin “devido às tropas austríacas” foi incendiado — segundo uma lista, 220 dos 241 edifícios foram destruídos.

### Demografia
Em 1612, havia 37 terrenos para construção “em novem Rynku albo Mieście”, pertencentes aos burgueses de Turobin.
- Em 1564, a cidade tinha 245 casas e 1 225 habitantes.

Os censos subsequentes mostraram o seguinte:
- 286 casas — em 1787,
- Vinte e seis casas de tijolos e 318 casas de madeira com 2026 habitantes — em 1827.[19]
- Vinte casas de tijolos e 405 casas de madeira e 2.359 habitantes, incluindo 951 judeus — em 1856/57,
- Vinte e cinco casas de tijolos e 341 casas de madeira e 3942 habitantes, incluindo 2342 judeus, em 1886/87.
- Mil e seiscentos habitantes, incluindo 965 judeus, segundo o censo de 1921[20]

Um relato de Verdmon em 1902 (Leonard de Verdmon Jacques), descrito em uma monografia publicada, diz o seguinte sobre a aldeia: “...é agora uma cidade pobre e sem pavimentação, barulhenta pelas maiores feiras de cavalos do reino (do Congresso); essas feiras, assim como a agricultura e a venda de peles de carneiro, sustentam a prosperidade da população”. O assentamento tem uma igreja ortodoxa desde 1882, uma sinagoga de tijolos, uma escola primária, uma casa de abrigo para idosos e um escritório municipal.
Conforme o Censo Nacional de 2011, Turobin tinha uma população de 983 habitantes e era o maior vilarejo da comuna em termos de população.

## Monumentos históricos
- Igreja de São Domingos[22]

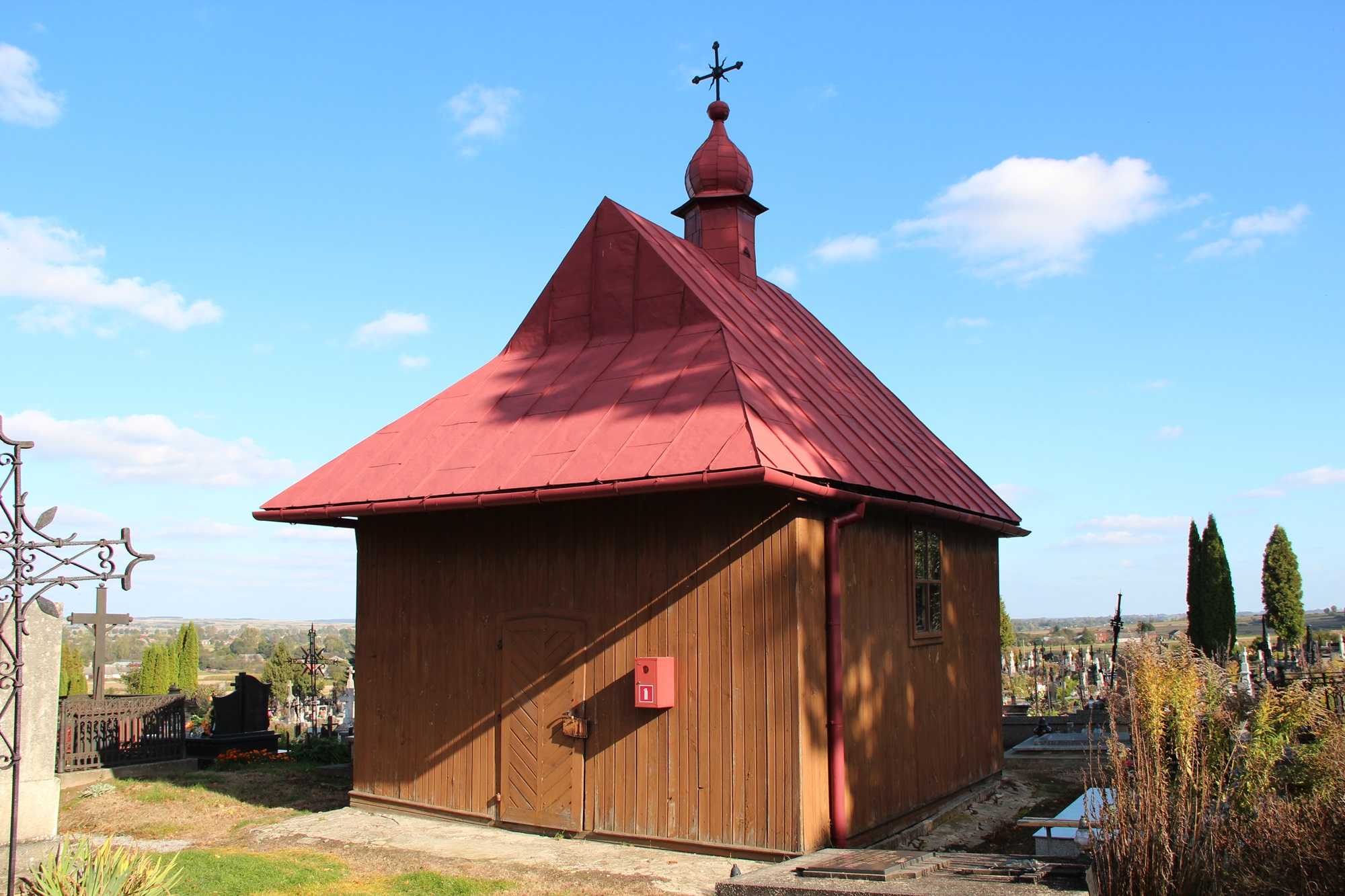
Capela de Santa Isabel

- Praça do mercado de Turobin medindo 100 × 110 m
- Capela de São Marcos
- Gródki − vala comum dos moradores mortos pelos nazistas em 1 de julho de 1942
- Sinagoga e casa de oração para mulheres
- Capela do cemitério de Santa Isabel

## Turismo
- Trilha da Renascença de Lublin − trilha de caminhada, aproximadamente 250 km.[23]